# Hotlink
Hotlink – technika budowania serwisu internetowego w oparciu o zasoby należące do innych serwisów. Mowa tutaj o zajmujących przepustowość i miejsce na serwerze plikach multimedialnych, plikach graficznych, plikach archiwalnych lub programach komputerowych.

## Zasada działania
Przykładowo, strona YouTube.com oferuje filmy do ściągnięcia; Alternatywna strona, o nazwie np. „abc.pl” umieszcza na swojej stronie linki do filmów, znajdujących się serwerze YouTube.com. W tym wypadku internauta, klikając na łącze na stronie abc.pl, w rzeczywistości ogląda film ze strony YouTube.com. Tym samym zajmuje przepustowość strony YouTube.com, za którą właściciele witryn są rozliczani.

## Zapobieganie
Niektóre serwery WWW, aby zapobiec umieszczaniu ich zasobów na innych stronach, wykorzystują nagłówek HTTP referer wysyłany przez przeglądarkę – w przypadku próby otwarcia np. pliku multimedialnego czy programu z hotlinkującej strony użytkownikowi zamiast pliku docelowego wyświetla się np. plansza informująca o zaistniałej sytuacji. Zabezpieczenie przed hotlinkowaniem można wykonać np. za pomocą skryptu PHP lub za pomocą odpowiednich reguł w pliku .htaccess.